# Urbano da Cortona

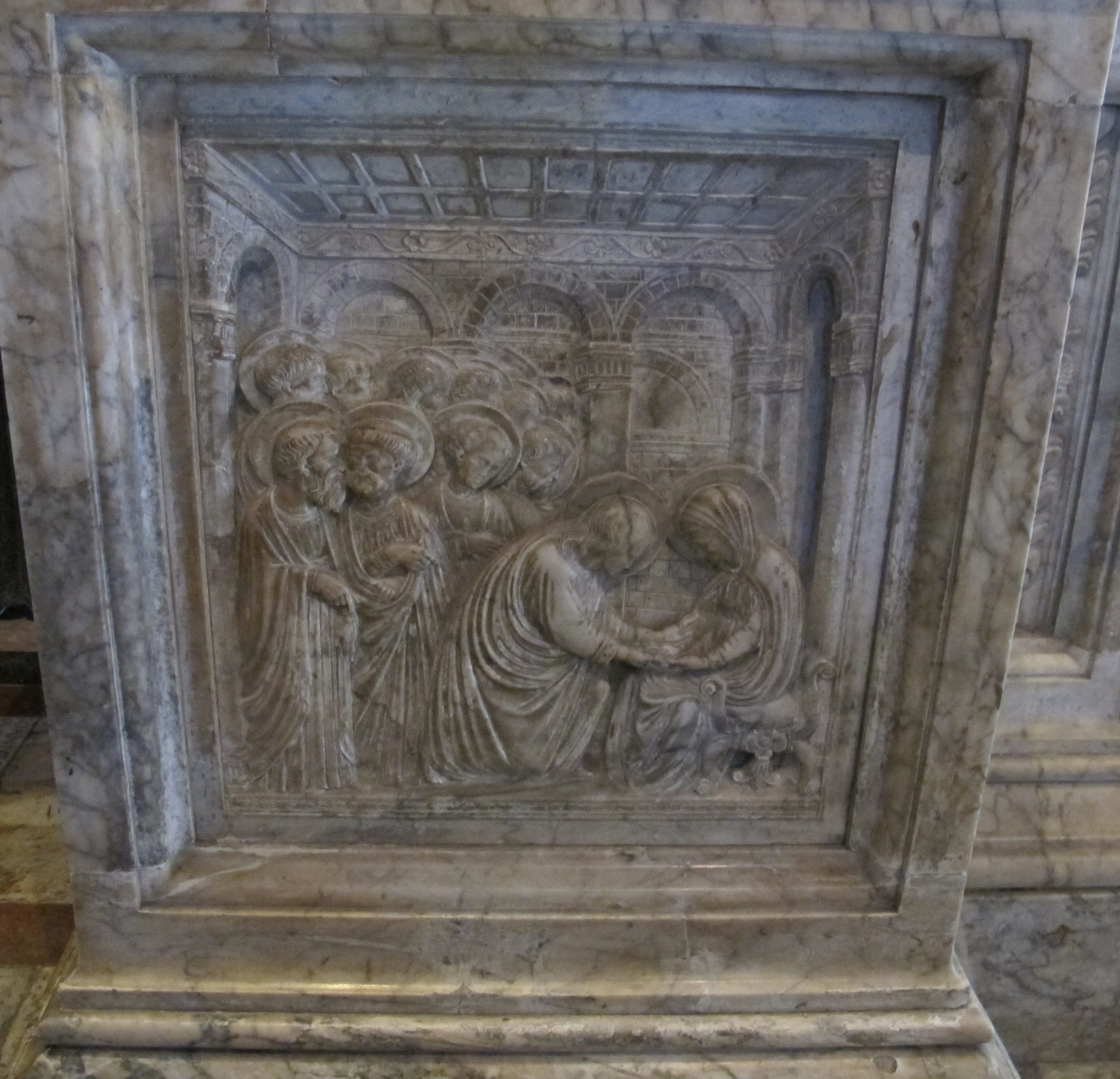
Storie della Vergine, portale centrale interno del Duomo di Siena

Urbano da Cortona (Cortona, 1426 circa – Siena, 1504) è stato uno scultore e pittore italiano.

## Biografia
Già al seguito di Donatello a Padova, lavorò poi a Perugia (tomba del vescovo Baglioni nel Duomo, 1451) stabilendosi poi a Siena, dove venne coinvolto nel cantiere della cattedrale e dove fu a capo di una bottega attivissima, sia in città che nel territorio della Repubblica.
Tra le sue opere spiccano i dodici rilievi con scene della Vita di Maria già nella cappella della Madonna delle Grazie (demolita nel XVII secolo) e oggi montate nel portale interno del Duomo di Siena, una Madonna della collezione Chigi-Saracini (1455-1460) e il banco marmoreo di sinistra nella Loggia della Mercanzia (1462).